# L-Partizip
L-Partizip wird in der tschechischen Sprache die Verbform (Partizip) genannt, mit der in Kombination mit dem Hilfsverb být (deutsch sein), die Vergangenheitsformen gebildet werden. Das gleiche Prinzip wird auch in anderen slawischen Sprachen verwendet.
Beispiel:
- Šel jsem do kina. deutsch: Ich bin ins Kino gegangen.

šel ist dabei das L-Partizip Maskulinum Singular von jít (gehen), jsem die 1. Person Singular von být (sein). Die weiteren Formen lauten:
- Šla jsem do kina. deutsch: Ich bin ins Kino gegangen. (Singular weiblich)
- Šli jsme do kina. deutsch: Wir sind ins Kino gegangen. (Plural bei mindestens einer männlichen Person)
- Šly jsme do kina. deutsch: Wir sind ins Kino gegangen. (Plural weiblich)

Die sächliche Form endet auf o: To šlo. deutsch: Das ging.
Das L-Partizip šel von jít ist eine unregelmäßige Bildung. Normalerweise wird die Infinitivendung -t einfach durch -l ersetzt. Dabei kann es zur Kürzung eines im Infinitiv vorhandenen langen Vokals kommen.
- dělat > dělal (machen)
- kupovat > kupoval (kaufen)
- prosit > prosil (bitten)
- nést > nesl (tragen)
- být > byl (sein)